# Chùa Xá Lợi
Chùa Xá Lợi (舍利寺) là một ngôi chùa lớn và là một di tích cấp thành phố của Thành phố Hồ Chí Minh, tọa lạc tại góc đường Bà Huyện Thanh Quan và Sư Thiện Chiếu, Quận 3, trong một khuôn viên rộng 2.500 m².

## Lịch sử
Chùa được khởi công xây dựng vào ngày 5 tháng 8 năm 1956 thời Đệ nhất Cộng hòa Việt Nam theo bản vẽ của các kiến trúc sư Trần Văn Đường và Đỗ Bá Vinh, công trường xây dựng do các kỹ sư Dư Ngọc Ánh và Hồ Tố Thuận điều khiển. Chùa được hoàn thành vào ngày 2 tháng 5 năm 1958.
Chùa được xây dựng để thờ xá lợi Phật tổ nên ban đầu có tên là chùa thờ Xá Lợi, người dân quen gọi tắt là chùa Xá Lợi nên khi khánh thành hòa thượng Khánh Anh đã đặt tên chùa là Xá Lợi cho hợp lòng người.
Năm 1961 nhà chùa xây thêm tháp chuông
Chùa là trụ sở chính của Hội Phật học Nam Việt từ năm 1951 cho đến năm 1981. Trong hai năm 1964-1966 chùa còn là cơ sở giảng dạy của Viện Đại học Vạn Hạnh. Từ năm 1981 đến tháng 5 năm 1993 chùa là trụ sở của Giáo hội Phật giáo Việt Nam (Văn phòng II).

## Kiến trúc
Chùa Xá Lợi là ngôi chùa đầu tiên của thành phố được xây dựng theo lối kiến trúc mới, trên là bái đường, phía dưới là giảng đường. Cấu trúc của chùa bao gồm chánh điện thờ Phật, giảng đường, tháp chuông, thư viện, tăng phòng, nhà trai đường, văn phòng, đoàn quán, phòng phát hành kinh sách, phòng khách và vãng sinh đường.
Chùa thờ một tượng Phật Thích Ca lớn do trường Mỹ Nghệ Biên Hòa đắp tạo. Năm 1969 tượng được thếp lại toàn thân bằng vàng như hình dáng ngày nay. Trước tượng Phật là nơi tôn thờ xá lợi Phật đặt trong một tháp nhỏ. Chính điện ở tầng lầu được trang trí bằng một bộ tranh lớn gồm 15 bức do giáo sư Nguyễn Văn Long của trường Mỹ thuật Gia Định thực hiện, miêu tả lịch sử đức Phật Thích Ca từ lúc sơ sinh cho đến khi nhập Niết Bàn.
Tháp chuông chùa Xá Lợi được khánh thành trong năm 1961. Tháp chuông cao 32 mét, gồm 7 tầng, cho đến đầu thế kỷ 21 là tháp chuông cao nhất Việt Nam  nhưng sau chùa Linh Phước ở Đà Lạt đã dựng một tháp chuông cao hơn. Tầng cao nhất tháp chùa Xá Lợi có treo một đại hồng chung nặng 2 tấn, được đúc đồng theo mẫu của chuông chùa Thiên Mụ (Huế).

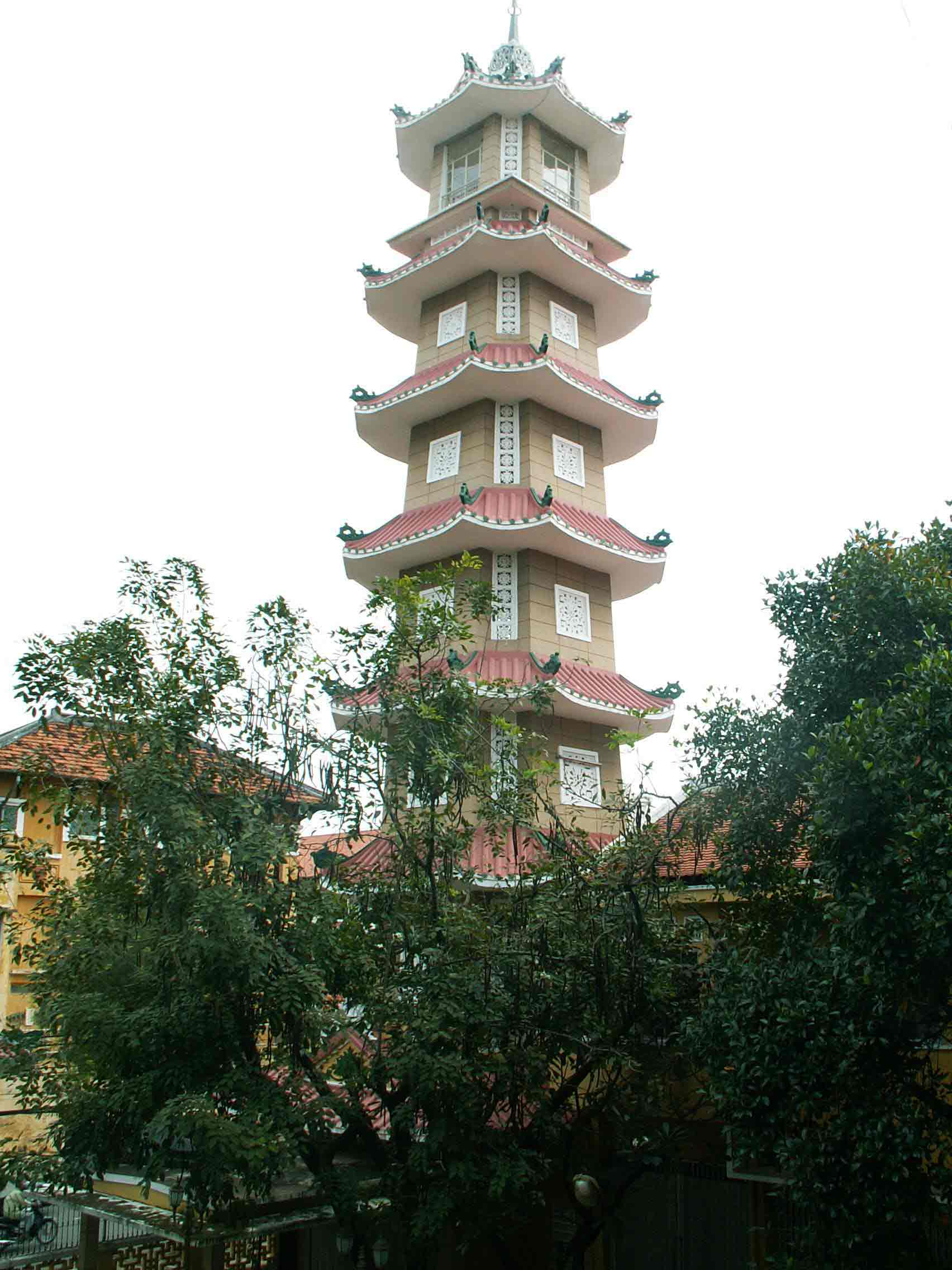
Tháp chuông chùa Xá Lợi
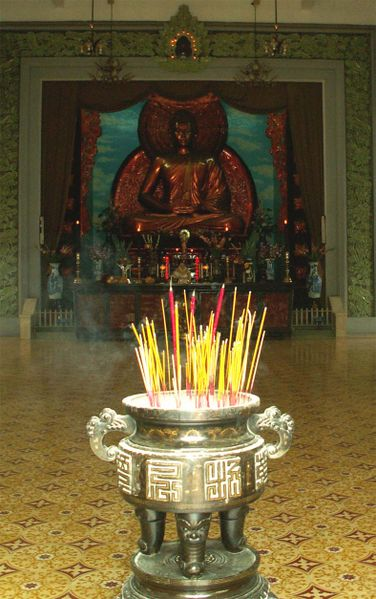
Bàn thờ Phật trong chánh điện
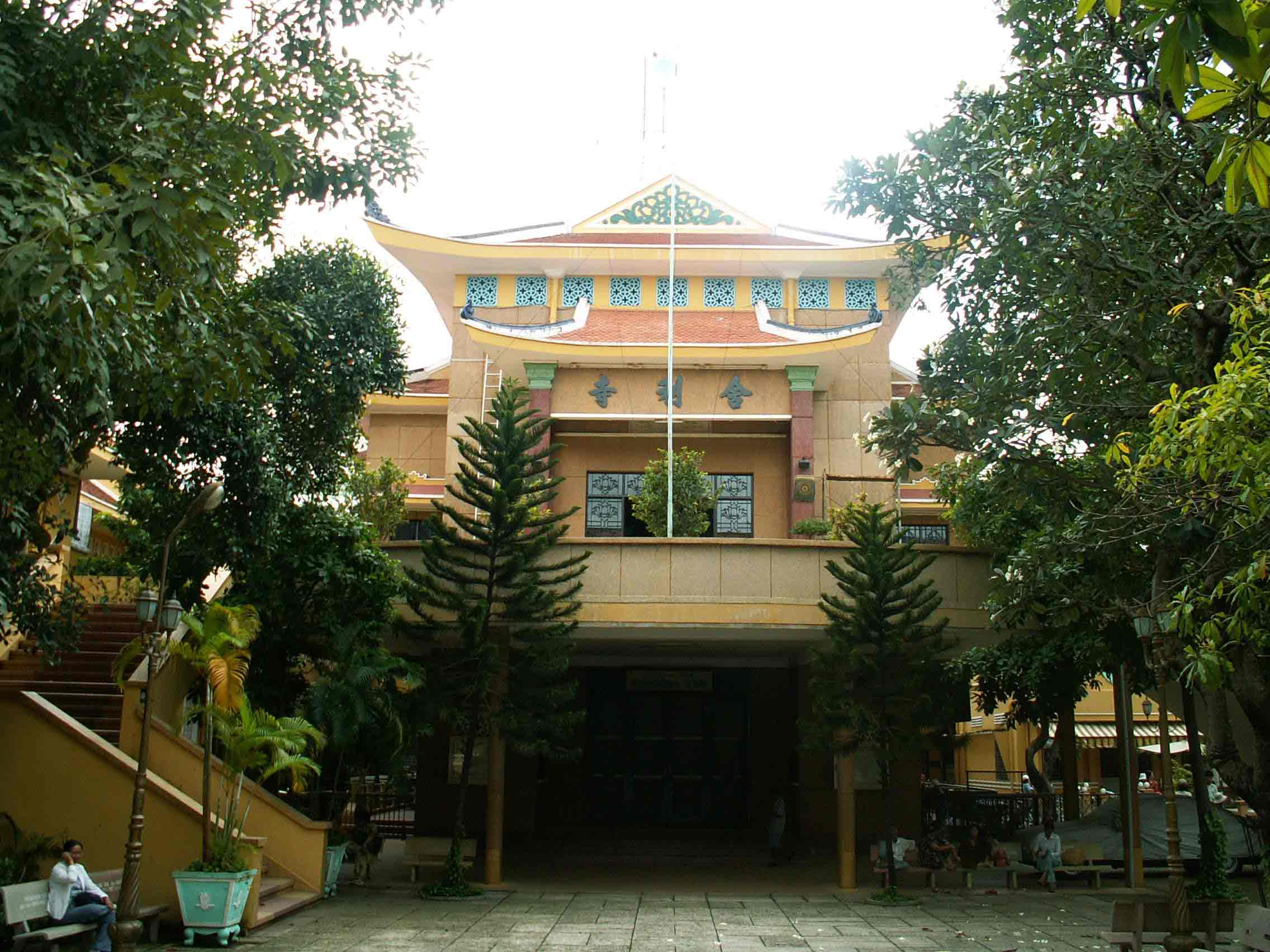
Mặt tiền Phật điện chùa Xá Lợi